# Umweltzone Osnabrück

Die Umweltzone in der Stadt Osnabrück

Die Umweltzone Osnabrück ist ein nach der Verordnung zur Kennzeichnung der Kraftfahrzeuge mit geringem Beitrag zur Schadstoffbelastung (35. BImSchV) eingerichtetes Niedrig-Emissions-Gebiet im Kernbereich der niedersächsischen Stadt Osnabrück. Sie ist mit der Umweltzone von Hannover eine der beiden eingerichteten Umweltzonen in Niedersachsen. Während der Hauptgrund zum Einrichtungszeitraum die Belastung mit Feinstaub war, ist es heute im Wesentlichen die der Stickoxidbelastung, welche die Notwendigkeit der Umweltzone begründet. Zum 4. Januar 2010 wurde die Umweltzone eingeführt. Nach der schrittweisen Anpassung der zugelassenen Emissionsklasse gilt seit dem 3. Januar 2012 nur noch die grüne Plakette innerhalb der Umweltzone.

## Erfasste Stadtteile

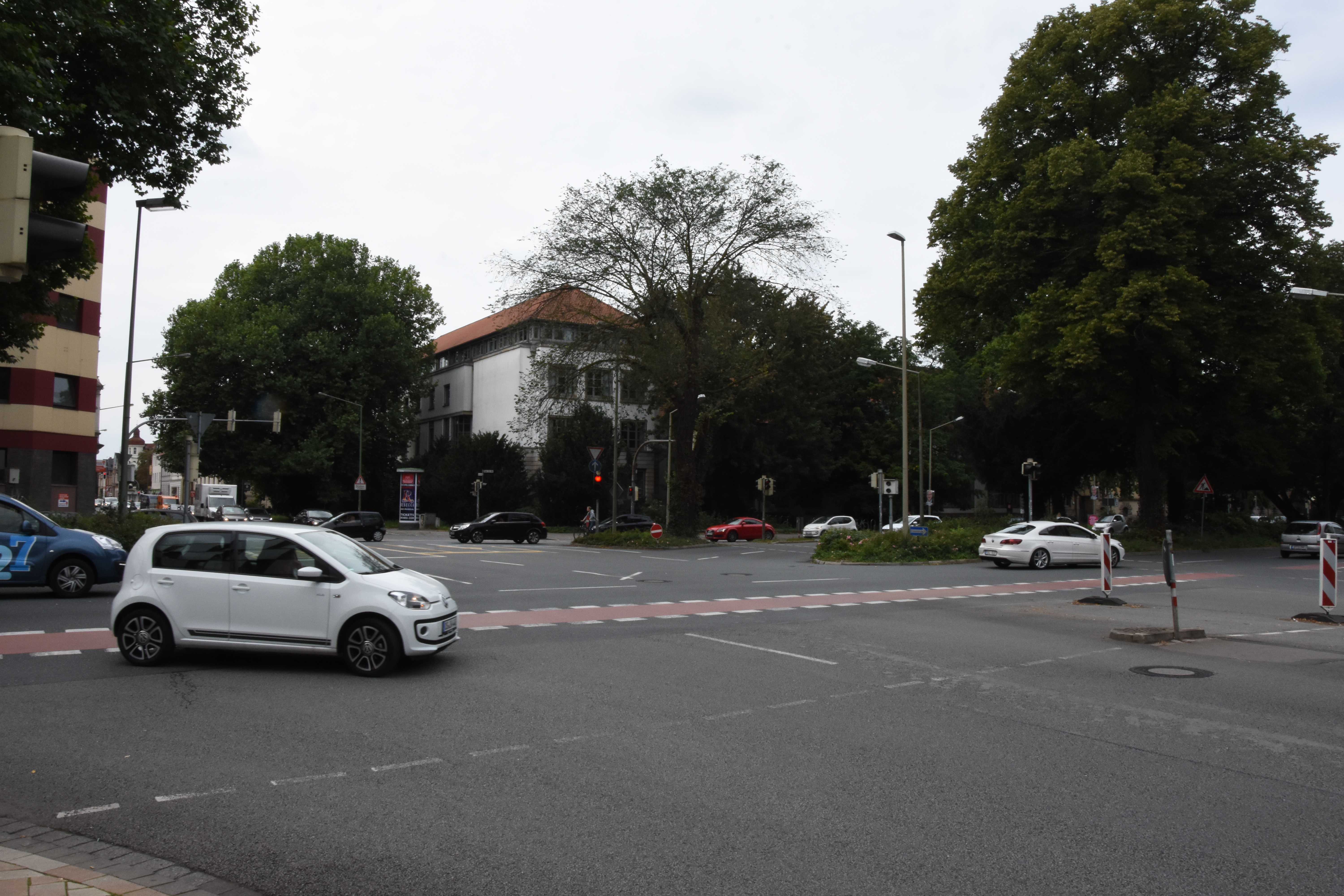
Kreuzung Schlosswall/Martinistraße in der Nähe der Messstelle Schlosswall

Die Umweltzone Osnabrück umfasst neben dem im Innenstadtring liegenden Stadtteil Innenstadt auch die wohngebietslastigen Stadtteile Weststadt, Westerberg, Schinkel, Schölerberg, Kalkhügel und Wüste zu großen Teilen.
Kleinere Bereiche der Stadtteile Nahne, Sonnenhügel und Widukindland werden nur zum Teil von der Umweltzone erfasst.
Die durch Industrie und Gewerbe geprägten Stadtteile Hafen, Fledder und die nördliche Gartlage sind wie auch die kernfernen Stadtteile nicht Bestandteil der Umweltzone.
Zur Umweltzone gehört durch ihre Ausdehnung der komplette Wallring, welcher um die Alt- und Neustadt führt. Auch der Neumarkt  mit dem Neuen Graben, welcher die Alt- und Neustadt trennt und mitten durch die Innenstadt verläuft, ist Bestandteil der Umweltzone.
Die gesamte Fläche der Umweltzone erstreckt sich über ungefähr 17 km².

### Erfasste Straßen mit überörtlicher Bedeutung
Zu den erfassten Straßen mit überörtlicher Bedeutung zählt in der Umweltzone Osnabrück vor allem die Bundesstraße 68, welche im Süden der Iburger Straße am Akyürek-Platz (Stadtteil Schöllerberg) in die Umweltzone eintritt. Die Bundesstraße 68 verlässt die Umweltzone an der Hansastraße kurz vor der Kreuzung Wachsbleiche im Stadtteil Hafen.

## Geschichte der Umweltzone
Aufgrund der Handlungsnotwendigkeit, welche sich aus der EG-Luftqualitätsrahmenrichtlinie (2008/50/EG – 21. Mai 2008) und dem 39. Bundes-Immissionsschutzgesetz (BImSchG) ergibt, musste die Stadt zur Verbesserung der Luftqualität handeln.

### 1988
Aufstellung der Messstation am Ziegenbrink (Bomblatstraße).

### 1997
Im Jahr 1997 wurden an der Straße „An der Petersburg“  Messungen zum Entstehen von Feinstaub durch den Verkehr durchgeführt. Durch die Reduzierung der Höchstgeschwindigkeit auf 30 km/h sank die Feinstaubbelastung dort um 20–25 %.

### 2003
Die Messstation an der Bomblatstraße hatte einen Jahresmittelwert (Feinstaub) von 37 µg/m³ ermittelt. Die Jahresmittelwerte 2003 waren die dritthöchsten Jahresmittelwerte aller Messstationen in Niedersachsen.
Die Konzentration von 50 µg/m³ wurde an 76 Tagen überschritten.

### 2004
Auch im Jahr 2004 gab es nur die Messstation an der Bomblatstraße. Hier lag der Jahresmittelwert für Feinstaub bei 25 µg/m³. Der Spitzenwert für den Tagesmittelwert lag bei 93 µg/m³. An 19 Tagen wurde der Tagesmittelwert von 50 µg/m³ überschritten.
Schon im Jahr 2004 befürchtete man, dass es aufgrund der EU-Richtlinie 1999/30EG in Zukunft zu Straßensperrungen in Osnabrück kommen könnte, da hier die Luft oftmals belasteter war als in anderen niedersächsischen Städten.

### 2005
Im Jahr 2005 wurde die Messstelle Schlosswall in Betrieb genommen. Die Messwerte sind daher für dieses Jahr nur bedingt Aussagekräftig, da nicht das ganze Jahr durchgehend gemessen wurde. Auf dem Schlosswall wurden bei Zählungen im Tagesschnitt 29.000 Fahrzeuge (davon 8 % Lkw) gemessen, weshalb diese Straße als einer der am stärksten frequentierten Verkehrswege in Osnabrück als Messpunkt ermittelt wurde. Der Messcontainer wurde auf dem Parkstreifen vor den Hausnummern 16–18 platziert. Er zählte neben Hannover, Hildesheim und Göttingen zu den vier ersten Verkehrsmessstationen in Niedersachsen. Außerdem bestand schon ein Messsystem aus 22 Hintergrund-Messcontainern, darunter auch jener an der Bomblatstraße in Osnabrück.
So wurden am Schlosswall ein Jahresdurchschnitt von 61 µg/m³ NO² in der Luft gemessen. An der Bomblatstraße wurden 23 µg/m³ gemessen.
Der Gehalt an Stickoxiden (NOX) betrug am Schlosswall 181 µg/m³ und 31 µg/m³ an der Bomblatstraße.
An Feinstaub wurden 39 µg/m³ (Schlosswall) und 24 µg/m³ (Bomblatstraße) im Jahresschnitt gemessen.

### 2008
Am 9. Dezember 2008 wurde ein Ratsbeschluss gefasst, in welcher die Einrichtung Umweltzone vorgesehen war. Als Einführungsdatum der Umweltzone wurde zunächst der 1. Juli 2009 genannt, der aber später auf den 4. Januar 2010 verlegt wurde.
Nötig geworden ist dieser Beschluss vor allem dadurch, dass im Vorjahr die damalige Landesregierung in Niedersachsen unter Christian Wulff das Problem der Handlungsnotwendigkeit an die Kommunen delegierte.
Abermals wurden die Stickstoffdioxidjahresmittelwerte (2008) am Schlosswall mit 54 µg/m³ bei dem damals noch gültigen Grenzwert von 44 µg/m³ stark überschritten. Am Ziegenbrink (Bomblattstraße) wurden im Mittel nur 19 µg/m³ gemessen, weshalb die Hintergrundbelastung auch in 2008 innerhalb der Grenzwerte lag.
Der zu der Zeit (2008) gültige Feinstaubmittelwert von 50 µg/m³ pro Tag wurde am Schlosswall an 17 Tagen überschritten (Max: 95 µg/m³ Tagesmittel). An der Bomblattstraße hingegen an sechs Tagen (Max: 88 µg/m³ Tagesmittel). Im Jahr waren Überschreitungen an bis zu 35 Tagen erlaubt, sodass es in Osnabrück in 2008 keine Überschreitungen der gültigen Jahresgrenzen wegen Feinstaub gab.

### 2010
Ab dem 4. Januar 2010 wurde die erste Stufe der Umweltzone eingeführt. Von un an durften nur noch Kraftfahrzeuge mit einer gültigen Plakette in die Bereiche der Umweltzone einfahren.

### 2011
Am 4. Januar 2011 wurde die Umweltzone auf die gelbe und grüne Plakette verschärft, die Einfahrt mit einer roten Plakette war von nun an untersagt.
Im zweiten Jahr der Umweltzone stellte sich eine leichte Verbesserung der Luftqualität ein, jedoch wurden die Grenzwerte für Stickoxide wie auch im Jahr zuvor nicht eingehalten. Da an der Messstelle am Ziegenbrink der Jahresmittelwert nur 19 µg/m³ betrug, nahm man an, dass zwischen 85 und 90 Prozent der Schadstoff dem Verkehr anzulasten sind.

### 2012

Umweltzonen in Deutschland

Seit dem 3. Januar 2012 darf die Umweltzone in Osnabrück nur noch mit einer Grünen Plakette befahren werden.
Im Jahr 2012 wurden neben den stationären Messanlagen Passivsammler an mehreren Straßen aufgestellt. Hier wurden die Grenzwerte auch an der Martinistraße und am Neuen Graben überschritten. Auch der Stickoxidwert am Schlosswall fiel erneut zu hoch aus.
Mittelwerte Passivsammler 2012 für Stickstoffdioxid:
- Martinistraße 55μg
- Natruper Straße 35μg
- Neuer Graben 62μg

### 2016
Als Maßnahme zur Reduzierung der Stickoxidbelastung wurde der Neumarkt für den Durchgangsverkehr zwischenzeitlich gesperrt. Jedoch wurde gegen die Sperrung vor Gericht geklagt, weshalb eine Klage der Umwelthilfe wegen überschrittener Grenzwerte drohte.

### 2017
Auch für das Jahr 2017 wurden zu hohe Jahresdurchschnittswerte an Stickstoffdioxid gemessen. Da sich der Rückgang der Jahresdurchschnittswerte seit dem Jahr 2010 abgeflacht hatte und teilweise stagnierte, wurde es für möglich gehalten, dass hierfür manipulierte Abgaswerte und Abschalteinrichtungen an den Verbrennungsmotoren als Ursache Infragekommen.

### 2018
Auch im Jahr 2018 stellte sich nur eine geringe Besserung der Stickstoffdioxidmesswerte am Schlosswall ein. Nachdem ab dem 2. Februar der Neumarkt wieder für den Autoverkehr geöffnet wurde, stieg dort wieder die Stickoxidbelastung. Betrug sie dort 2017 noch 46 µg/m³ Luft stieg sie in 2018 auf 50 µg/m³ Luft im Jahresmittelwert.
Da der Stadt möglicherweise aufgrund der Stickstoffdioxidbelastung ein Fahrverbot für Dieselautos drohte, bemängelte die Osnabrücker Wählervereinigung „Bund Osnabrücker Bürger“ im Sommer 2018 das der Messstation am Schlosswall zu dicht an der Fahrbahn stehen würde. Sie forderte ein Verlegung der Station an einen Ort wo geringere Messwerte ermittelt würden.
Sowohl das Gewerbeaufsichtsamt Hildesheim sowie das Umweltbundesamt wiesen die Forderung zurück, da dieses nur ein gezielte Manipulation der Messwerte darstelle und das Problem nicht löse. Laut Bundesumweltministerium müsse dort gemessen werden, wo die höchsten Werte bei Wohnbebauung zu erwarten sind.

### 2019
Wie in ganz Deutschland so wurde auch in Osnabrück Anfang 2019 das durch den Arzt Dieter Köhler publizierte Positionspapier kontrovers diskutiert. In der Diskussion trat auch wieder eine Verlegung der Messstation. Diese sollte weiter entfernt von der Straße aufgestellt werden, um geringere Messwerte zu erzielen.
Im Juli veröffentlichte der TÜV seine Standortüberprüfungen aller Messstandorte mit dem Ergebnis, das bis auf vier alle 70 überprüften Messstellen regelkonform aufgestellt sind. So befindet sich die Messstation am Schlosswall 45 Meter von der nächsten Kreuzung entfernt, der Passivsammler 60 Meter. Gefordert sind nach der Richtlinie ein Mindestabstand zur nächsten Kreunzung von mindestens 25 Metern. Auch wurde keine verfälschenden Luftströmungen oder Fremdeintragsquellen ausgemacht.
Erstmals lag der Jahresmittelwert für NO² am Schlosswall unter dem Schwellenwert von 40 µg/m³ Luft. Auch an allen anderen kontinuierlichen Niedersächsischen Messstationen wurde der Jahresmittelwert erstmals eingehalten. Bei mehreren Passivsammlerstandorten, wie am Neuen Graben, gab es noch Überschreitungen.

### 2020
Da 2019 die Grenzwerte größtenteils eingehalten wurden, ist 2020 intensiv über die Abschaffung der Umweltzone diskutiert worden. Am Neuen Graben wurde ein zusätzlicher Passivsammler für eine Wohnbebauungsnahe Messung eingerichtet.

## Messstellen

### Messstelle Schlosswall

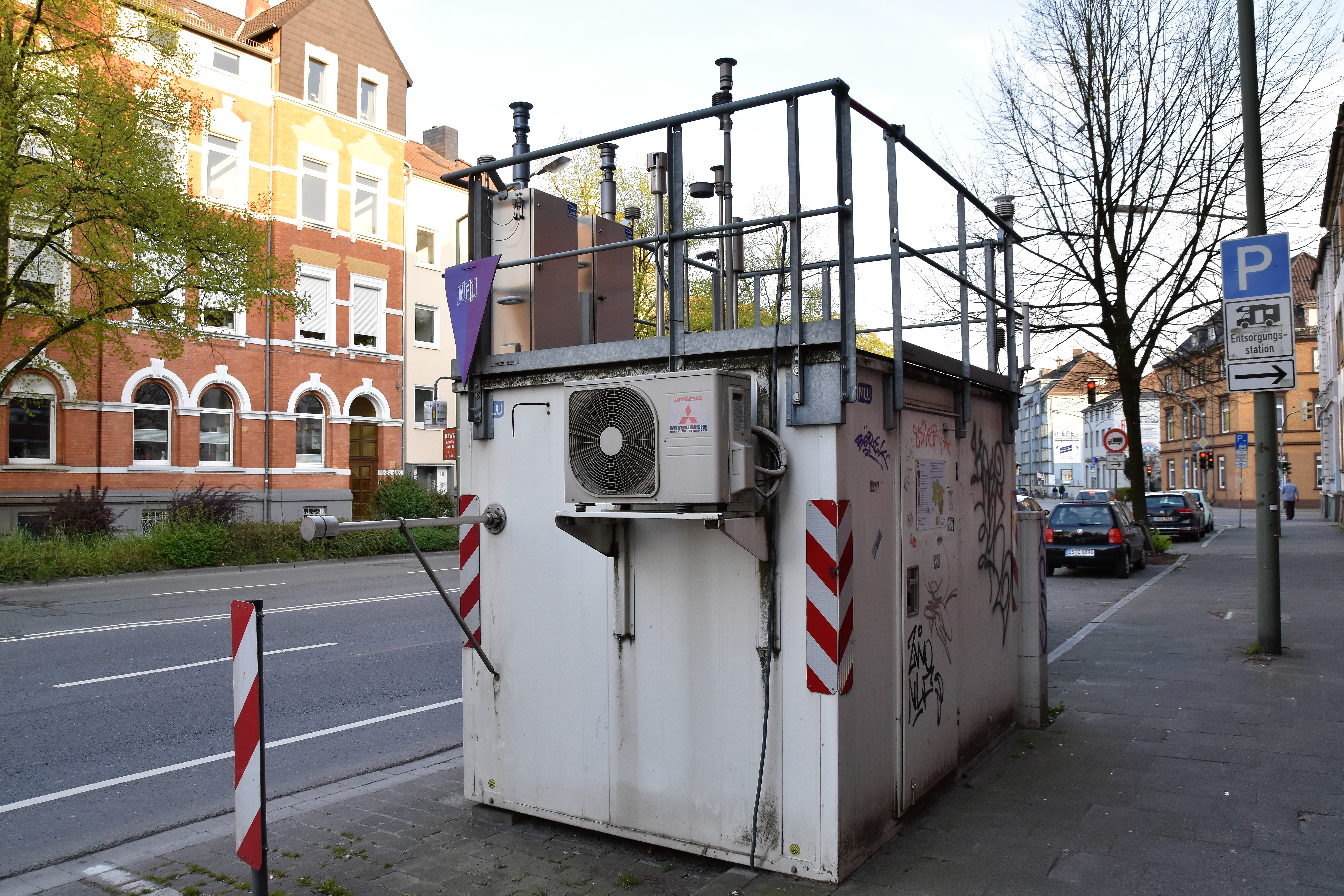
Die Messstation am Schlosswall

Die Messstelle am Schlosswall wurde im Jahr 2005 installiert. Sie ist eine Verkehrsmessung oder auch HotSpot-Messung.
Der Aufstellort wurde durch das Land Niedersachsen entschieden. Das Auswahlverfahren, welches verschiedene Auswahlkriterien umfasste, wurde beim Staatlichen Gewerbeaufsichtsamt Hildesheim dokumentiert. Voraussetzungen waren unter anderem eine Wohnbebauung am Messpunkt, mindestens 15.000 Kraftfahrzeuge, darunter mindestens 5 % Lkw, eine geschlossene Häuserfront, und Bebauung quer zur Hauptwindrichtung. In der Auswahl waren 15 mögliche Standorte.
Seit dem Beginn der regelmäßigen Messreihen im Jahr 2006 ist der Feinstaubanteil in der Luft am Osnabrücker Schlosswall beständig gesunken und befindet sich im Monatsmittel unter den geltenden Grenzwerten.
Der Stickoxidbestandteil liegt jedoch mit Ausnahme einiger Monatswerte konstant über dem zugelassenen Grenzwert von 40 Mikrogramm je Kubikmeter Raumluft.
Die Messstation mit der Kennung DENI067 befindet sich am Osnabrücker Schlosswall in einer Höhe von 69 m NN.
- Name: OKVT
- Lage: Osnabrück Schloßwall
- Koordinaten: 52°15'24 Nord / 8°03'13 Ost
- Höhe NN: 69 Meter

#### Messparameter
- NOX (Stickoxide)
- NO² (Stickstoffdioxid)
- PM10 (Feinstaub ≤ 10 μm)
- PM2,5 (Feinstaub ≤ 2,5 μm)
- C6H6 (Benzol)
- CO (Kohlenmonoxid)

Sowie Blei, Arsen, Cadmium, Nickel und Benzo(a)pyren im Feinstaub PM10.
Außerdem werden Umweltparameter wie die Lufttemperatur, Luftdruck und die Luftfeuchtigkeit gemessen.

### Messstelle Ziegenbrink

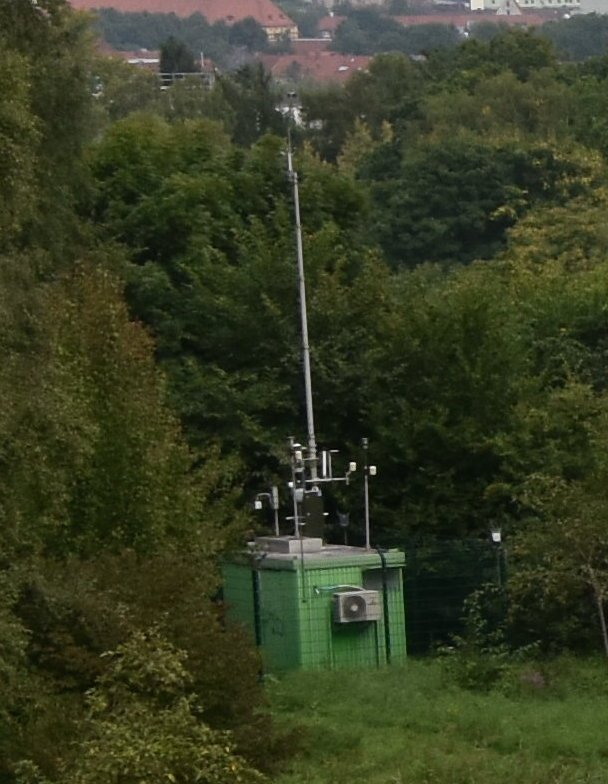
Messstation auf dem Ziegenbrink

Auf dem Osnabrücker Berg Ziegenbrink, Stadtteil Schölerberg wird eine Luftüberwachungsanlage des Staatlichen Gewerbeaufsichtsamt Hildesheim als Hintergrundmessstation für Osnabrück betrieben. Die Messstation wurde 1988 aufgestellt.
Hier sollen die örtlichen Emissionen wie der Verkehr soweit möglich ausgeblendet werden um einen urbanen und regionalen Grundwert für die Stadt zu ermitteln. Dieser Hintergrundwert ergibt sich aus Emissionen, welche sich zum Beispiel aus Straßenverkehr, Hausbrand, Landwirtschaft und Industrie des Umlands ergeben und in die Stadt getragen werden.
- Name: OKCC
- Ortsbezeichnung: Osnabrück Bomblatstraße
- Koordinaten: 52°15'24 Nord / 8°03'13 Ost
- Höhe NN: 95 Meter

#### Messparameter
- SO2 (Schwefeldioxid)
- NOx (Stickoxide)
- NO2 (Stickstoffdioxid)
- PM10 (Feinstaub ≤ 10 μm)
- PM2,5 (Feinstaub ≤ 2,5 μm)
- C6H6 (Benzol)
- O3 (Ozon)
- NH3 (Ammoniak)

Sowie Bestandteile des Feinstaubniederschlags wie Blei, Arsen, Cadmium und Nickel.
Außerdem werden Umweltparameter wie die Lufttemperatur, Luftdruck, Luftfeuchtigkeit, Regendauer, Windrichtung, Windgeschwindigkeit, Globalstrahlung und UV-Strahlung gemessen.

### Passivsammler

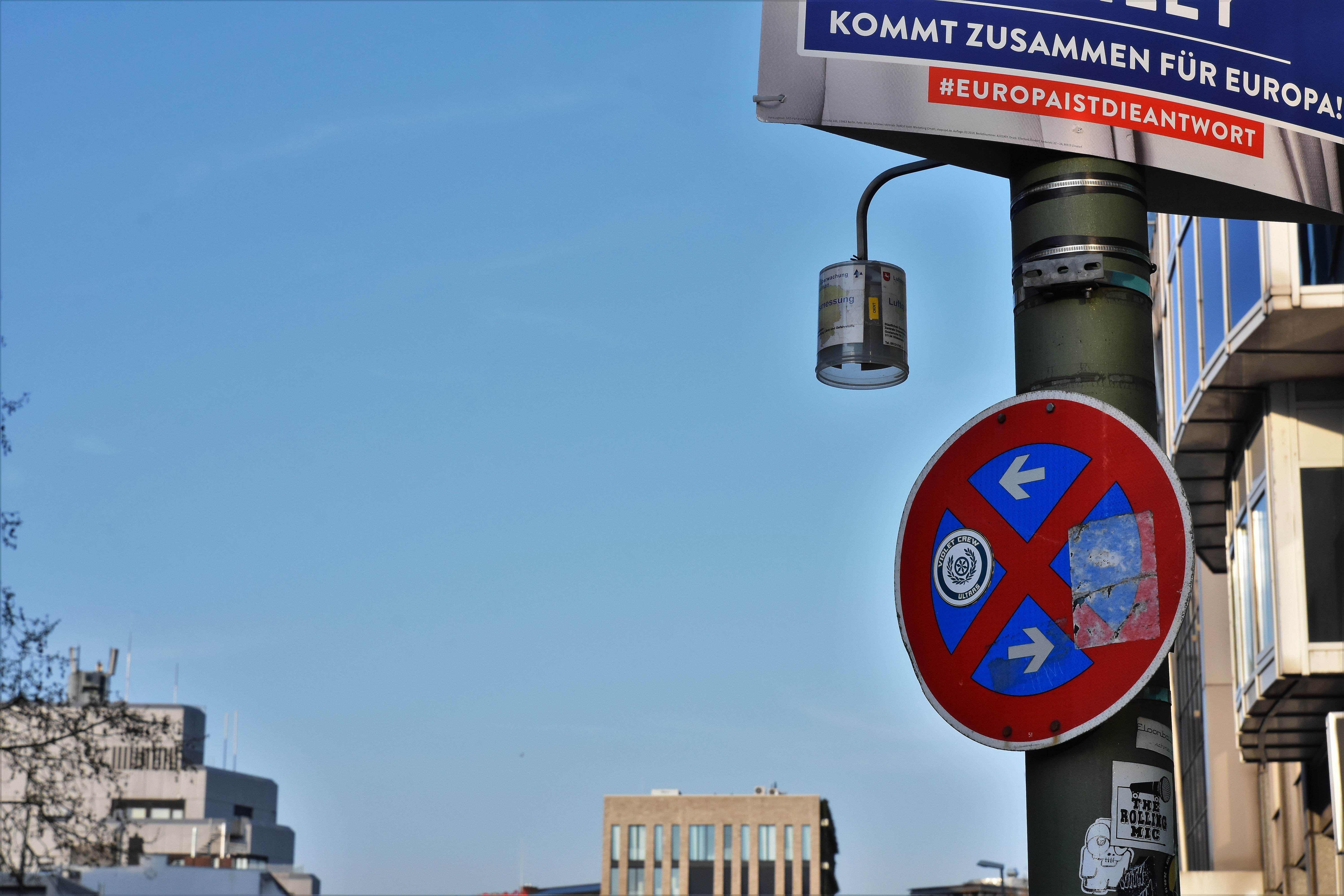
Der Passivsammler am Neuen Graben

Am Neuen Graben in der Nähe des Neumarktes befindet sich ein Passivsammler, dieser soll dort die Konzentration an NO² im Monatsmittel messen.
An den Straßen Martinistraße, Möserstraße und Natruper Straße befanden sich in der Vergangenheit ebenfalls Passivsammler.

## Messwerte
Die vom Umweltamt des Landes Niedersachsen veröffentlichten Messwerte des LÜN:

### Schwefeldioxid SO2
Die Schwefeldioxidbelastung der Luft wird nur an der Bomblatstraße gemessen. Die gemessenen Werte liegen immer weit unter den Grenzwerten.
Als Monatsmittelgrenzwert gilt für Schwefeldioxid der Grenzwert von 20μg/m³ Luft.
Der Tageshöchstwert ist auf eine Menge von 125 μg/m³ Luft begrenzt.
Die Stundenmaxwert hat eine Alarmgrenze von 500μg/m³.
Die Umweltproblematik im Bezug auf Schwefeldioxid gilt seit der Einführung von schwefelarmen Kraft- und Brennstoffen in den 80er Jahren sowie der Rauchgasentschwefelung als weitgehend gelöst. Nach weiteren Verschärfungen der Vorgaben für Kraft- und Brennstoffe gelten sie mittlerweile als schwefelfrei.

### Stickstoffdioxid NO2
Angaben der Messwerte im Jahresmittel in Mikrogramm (μg) je Kubikmeter Luft an der Messstelle am Schlosswall.
Der erlaubte Grenzwert liegt bei 40 μg je Kubikmeter Luft im Jahresmittel. Der Stundenmittelgrenzwert liegt bei 400 µg/m³, als Warnschwelle gilt hier eine Konzentration von 200 µg/m³. Bislang lagen am Schlosswall alle Jahresmittelwerte über dem erlaubten Jahresmittelgrenzwert.
Häufiger wird dieser Wert mit der maximalen Arbeitsplatz-Konzentration in Verbindung gebracht und verglichen, was jedoch zu einem Trugschluss führt.
Der als MAK-Wert betitelte Grenzwert beträgt dort 950 µg/m³, gilt jedoch nur im 8-stündigen Mittel einer Arbeitswoche (40 Stunden) an Stickoxidexponierten Arbeitsplätzen. Dieses sind Schweißer oder Mitarbeiter in der Salpetersäurefabrikation. Dieser Wert gilt dort auch nur für direkte Arbeitsplätze an der Emissionsquelle, zudem muss er sich Gesundheitlich in einer guten Verfassung befinden.
Auch ist bei solchen Arbeitsplätzen eine gültige Arbeitsmedizinische Untersuchung erforderlich, welche regelmäßig erneuert werden muss.
Für normale Arbeitsplätze beträgt der Grenzwert 60 µg/m³ im Wochenmittel.

#### Hintergrundwert Stickstoffdioxid
Man geht für die Stadt Osnabrück von Hintergrundwert von 20 µg/m³ im Jahresmittel aus, welcher aber eine sinkende Tendenz besitzt.
Dieser Hintergrundwert wird an der Messstation Bomblatstraße ermittelt. Er soll einen Anhaltswert für die in die Stadt hineingetragene Konzentration an Stickstoffdioxid geben. Der Hintergrundwert setzt sich vor allem aus Emissionen der Autobahnen, aber auch aus der Landwirtschaft und Kraftwerken zusammen.

#### Jahresmittelwerte

##### Schlosswall
|                                | 2006 | 2007 | 2008 | 2009 | 2010 | 2011 | 2012 | 2013 | 2014 | 2015 | 2016 | 2017 | 2018 | 2019 | 2020 | 2021 | 2022 | 2023 |
| ------------------------------ | ---- | ---- | ---- | ---- | ---- | ---- | ---- | ---- | ---- | ---- | ---- | ---- | ---- | ---- | ---- | ---- | ---- | ---- |
| Jahresmittelwert               | 61   | 57   | 54   | 52   | 50   | 49   | 48   | 47   | 48   | 50   | 47   | 44   | 41   | 38   | 31   | 32   | 30   | 27   |
| Max. 1-h Mittelwert            | 205  | 255  | 379  | 188  | 275  | 172  | 167  | 144  | 211  | 182  | 211  | 242  | 156  | 135  | 162  | 124  | 124  | 114  |
| Stunden mit MW mehr als 200 µg | —    | —    | 2    | 0    | 1    | 0    | 0    | 0    | 3    | 0    | 1    | 2    | 0    | 0    | 0    | 0    | 0    | 0    |

##### Bomblatstraße
Die Jahresmittelwerte für Stickstoffdioxid lagen an der Bomblatstraße stets unter dem Grenzwert. Gelegentlich kommen Stundenmittelwerte von bis über 120 µg/m³ vor.
|                                | 2006 | 2007 | 2008 | 2009 | 2010 | 2011 | 2012 | 2013 | 2014 | 2015 | 2016 | 2017 | 2018 | 2019 | 2020 | 2021 | 2022 | 2023 |
| ------------------------------ | ---- | ---- | ---- | ---- | ---- | ---- | ---- | ---- | ---- | ---- | ---- | ---- | ---- | ---- | ---- | ---- | ---- | ---- |
| Jahresmittelwert               | 22   | 20   | 19   | 19   | 20   | 19   | 20   | 21   | 20   | 19   | 20   | 18   | 18   | 16   | 14   | 15   | 13   | 11   |
| Max. 1-h Mittelwert            | 125  | 99   | 85   | 93   | 100  | 96   | 112  | 96   | 92   | 96   | 98   | 84   | 89   | 85   | 82   | 87   | 125  | 67   |
| Stunden mit MW mehr als 200 µg | —    | —    | 0    | 0    | 0    | 0    | 0    | 0    | 0    | 0    | 0    | 0    | 0    | 0    | 0    | 0    | 0    | 0    |

##### Passivsammler
Die Messwerte der Passivsammler an verschiedenen Straßen in Osnabrück ergaben teilweise erhöhte Werte. 2013 und 2014 wurden aufgrund der Sperrung des Neumarkts für den motorisierten Individualverkehr keine Messungen vorgenommen.
|                               | 2006 | 2007 | 2008 | 2009 | 2010 | 2011 | 2012 | 2013 | 2014 | 2015 | 2016 | 2017 | 2018 | 2019 | 2020 | 2021 | 2022 |
| ----------------------------- | ---- | ---- | ---- | ---- | ---- | ---- | ---- | ---- | ---- | ---- | ---- | ---- | ---- | ---- | ---- | ---- | ---- |
| Neuer Graben                  | —    | —    | —    | —    | —    | 63   | 62   | —    | —    | 43   | 48   | 46   | 50   | 44   | 38   | 34   | 32   |
| Neuer Graben (Wohngebäudenah) | —    | —    | —    | —    | —    | —    | —    | —    | —    | —    | —    | —    | —    | —    | 36   | 34   | 31   |
| Martinistraße                 | —    | —    | —    | —    | —    | 56   | 55   | —    | —    | —    | —    | —    | —    | —    | —    | —    | —    |
| Natruper Straße               | —    | —    | —    | —    | —    | 37   | 35   | —    | —    | —    | —    | —    | —    | —    | —    | —    | —    |
| Möserstraße                   | —    | —    | —    | —    | —    | 39   | —    | —    | —    | —    | —    | —    | —    | —    | —    | —    | —    |

#### Monatsmittelwerte

##### 2016
Monatsmittelwerte für Stickstoffdioxid in 2016 an der Messstation Schlosswall (μg/m³ Luft). Am Schlosswall wurde der Jahresmittelwert des Jahres 2016 überschritten.
|             | Januar | Februar | März | April | Mai | Juni | Juli | August | September | Oktober | November | Dezember | Jahresmittel |
| ----------- | ------ | ------- | ---- | ----- | --- | ---- | ---- | ------ | --------- | ------- | -------- | -------- | ------------ |
| Schlosswall | 47     | 50      | 51   | 50    | 40  | 47   | 40   | 47     | 58        | 40      | 49       | 53       | 47           |

##### 2017
Monatsmittelwerte Stickstoffdioxid für 2017 der Messstationen in μg/m³ Luft. An der Bomblatstraße wurde der Grenzwert nicht überschritten. Am Schlosswall wurde der Jahresmittelwert überschritten.
|               | Januar | Februar | März | April | Mai | Juni | Juli | August | September | Oktober | November | Dezember | Jahresmittel |
| ------------- | ------ | ------- | ---- | ----- | --- | ---- | ---- | ------ | --------- | ------- | -------- | -------- | ------------ |
| Bomblatstraße | 32     | 23      | 20   | 17    | 15  | 13   | 11   | 15     | 18        | 15      | 22       | 20       | 18           |
| Schlosswall   | 52     | 44      | 48   | 44    | 42  | 42   | 42   | 46     | 43        | 39      | 49       | 44       | 44           |

##### 2018
Während des Jahres 2018 wurde der Jahresmittelgrenzwert mit 41 µg/m³ am Schlosswall nur noch leicht überschritten.
|               | Januar | Februar | März | April | Mai | Juni | Juli | August | September | Oktober | November | Dezember | Jahresmittel |
| ------------- | ------ | ------- | ---- | ----- | --- | ---- | ---- | ------ | --------- | ------- | -------- | -------- | ------------ |
| Bomblatstraße | 18     | 27      | 23   | 19    | 14  | 11   | 13   | 14     | 17        | 21      | 24       | 20       | 18           |
| Schlosswall   | 42     | 46      | 43   | 44    | 36  | 32   | 36   | 43     | 48        | 45      | 39       | 39       | 41           |

##### 2019
|               | Januar | Februar | März | April | Mai | Juni | Juli | August | September | Oktober | November | Dezember | Jahresmittel |
| ------------- | ------ | ------- | ---- | ----- | --- | ---- | ---- | ------ | --------- | ------- | -------- | -------- | ------------ |
| Bomblatstraße | 22     | 29      | 15   | 15    | 13  | 11   | 10   | 14     | 15        | 14      | 20       | 20       | 16           |
| Schlosswall   | 42     | 50      | 38   | 34    | 36  | 35   | 32   | 42     | 36        | 34      | 39       | 41       | 38           |

##### 2020
|               | Januar | Februar | März | April | Mai | Juni | Juli | August | September | Oktober | November | Dezember | Jahresmittel |
| ------------- | ------ | ------- | ---- | ----- | --- | ---- | ---- | ------ | --------- | ------- | -------- | -------- | ------------ |
| Bomblatstraße | 19     | 12      | 13   | 12    | 10  | 10   | 9    | 11     | 17        | 13      | 18       | 20       | 14           |
| Schlosswall   | 39     | 33      | 30   | 26    | 26  | 28   | 28   | 31     | 40        | 30      | 32       | 32       | 31           |

### Stickoxide NOx
Messwerte der Stationen zur Stickoxidgesamtbelastung. Erfasst werden die unterschiedlichen Stickoxide. Der laut 39. BImSchV kritische Wert von 30 µg/m³ findet in Osnabrück keine Anwendung, da er zum Schutz der Vegetation dient.
|               | 2006 | 2007 | 2008 | 2009 | 2010 | 2011 | 2012 | 2013 | 2014 | 2015 | 2016 | 2017 | 2018 | 2019 | 2020 | 2021 |
| ------------- | ---- | ---- | ---- | ---- | ---- | ---- | ---- | ---- | ---- | ---- | ---- | ---- | ---- | ---- | ---- | ---- |
| Schlosswall   | 157  | 144  | 138  | 128  | 114  | 123  | 130  | 123  | 129  | 134  | 126  | 122  | 96   | 93   | 71   | 73   |
| Bomblatstraße | 30   | 27   | 27   | 27   | 27   | 28   | 27   | 27   | 27   | 25   | 28   | 23   | 24   | 20   | 17   | 18   |

### Feinstaub PM10
Der Grenzwert des Feinstaubs PM10 beträgt 40 µg/m³ im Jahresmittel.
|               | 2006 | 2007 | 2008 | 2009 | 2010 | 2011 | 2012 | 2013 | 2014 | 2015 | 2016 | 2017 | 2018 | 2019 | 2020 | 2021 |
| ------------- | ---- | ---- | ---- | ---- | ---- | ---- | ---- | ---- | ---- | ---- | ---- | ---- | ---- | ---- | ---- | ---- |
| Schlosswall   | 38   | 29   | 30   | 27   | 28   | 28   | 25   | 26   | 26   | 25   | 24   | 24   | 23   | 20   | 17   | 16   |
| Bomblatstraße | 26   | 18   | 18   | 19   | 20   | 19   | 16   | 16   | 19   | 17   | 14   | 16   | 17   | 15   | 13   | 14   |

### Feinstaub PM2,5
Der Grenzwert des Feinstaubs PM2,5 beträgt 25 µg/m³ im Jahresmittel.
|               | 2006 | 2007 | 2008 | 2009 | 2010 | 2011 | 2012 | 2013 | 2014 | 2015 | 2016 | 2017 | 2018 | 2019 | 2020 | 2021 |
| ------------- | ---- | ---- | ---- | ---- | ---- | ---- | ---- | ---- | ---- | ---- | ---- | ---- | ---- | ---- | ---- | ---- |
| Schlosswall   | —    | —    | —    | 17   | 18   | 17   | 15   | 15   | 16   | 14   | 14   | 14   | 14   | 13   | 9    | 9    |
| Bomblatstraße | —    | —    | 13   | 14   | 15   | 15   | 12   | 12   | 14   | 11   | 12   | 12   | 13   | 10   | 8    | 9    |

### Benzol
Der Grenzwert des Kohlenwasserstoffs Benzol beträgt 5 µg/m³ im Jahresmittel.
|               | 2006 | 2007 | 2008 | 2009 | 2010 | 2011 | 2012 | 2013 | 2014 | 2015 | 2016 | 2017 | 2018 | 2019 | 2020 | 2021 |
| ------------- | ---- | ---- | ---- | ---- | ---- | ---- | ---- | ---- | ---- | ---- | ---- | ---- | ---- | ---- | ---- | ---- |
| Schlosswall   | —    | 1,9  | 2,2  | 2,1  | 1,8  | 1,8  | 1,8  | 1,6  | 1,5  | 1,5  | 1,3  | 1,2  | 1,2  | 1,1  | 0,9  | 1,0  |
| Bomblatstraße | —    | 0,5  | 0,8  | 0,8  | 0,7  | 0,7  | 0,6  | 0,6  | 0,6  | 0,5  | 0,5  | 0,4  | 0,5  | 0,4  | 0,4  | 0,4  |

## Feinstaub an Silvester
Messwerte von Feinstaub ab Silvester/Neujahr 2016/2017. Durch einen windigen und regnerischen Jahreswechsel 2017/2018 hat sich ein im Gegensatz zum Vorjahr, welcher trocken war, erheblich weniger Feinstaub durch Feuerwerksartikel in der Luft befunden.
|             | 15:00 | 16:00 | 17:00 | 18:00 | 19:00 | 20:00 | 21:00 | 22:00 | 23:00 | 0:00 | 1:00 | 2:00 | 3:00 | 4:00 | 5:00 | 6:00 | 7:00 | 8:00 | 9:00 | 10:00 | 11:00 | 12:00 | 13:00 | 14:00 | 15:00 |
| ----------- | ----- | ----- | ----- | ----- | ----- | ----- | ----- | ----- | ----- | ---- | ---- | ---- | ---- | ---- | ---- | ---- | ---- | ---- | ---- | ----- | ----- | ----- | ----- | ----- | ----- |
| Schlosswall | 43    | 44    | 45    | 45    | 45    | 45    | 44    | 44    | 43    | 42   | 48   | 49   | 50   | 51   | 51   | 53   | 55   | 57   | 59   | 61    | 64    | 65    | 66    | 67    | 67    |

|             | 15:00 | 16:00 | 17:00 | 18:00 | 19:00 | 20:00 | 21:00 | 22:00 | 23:00 | 0:00 | 1:00 | 2:00 | 3:00 | 4:00 | 5:00 | 6:00 | 7:00 | 8:00 | 9:00 | 10:00 | 11:00 | 12:00 | 13:00 | 14:00 | 15:00 |
| ----------- | ----- | ----- | ----- | ----- | ----- | ----- | ----- | ----- | ----- | ---- | ---- | ---- | ---- | ---- | ---- | ---- | ---- | ---- | ---- | ----- | ----- | ----- | ----- | ----- | ----- |
| Schlosswall | 20    | 19    | 18    | 17    | 16    | 15    | 14    | 13    | 12    | 12   | 15   | 15   | 14   | 14   | 13   | 13   | 13   | 13   | 13   | 13    | 13    | 13    | 13    | 13    | 13    |

|             | 15:00 | 16:00 | 17:00 | 18:00 | 19:00 | 20:00 | 21:00 | 22:00 | 23:00 | 0:00 | 1:00 | 2:00 | 3:00 | 4:00 | 5:00 | 6:00 | 7:00 | 8:00 | 9:00 | 10:00 | 11:00 | 12:00 | 13:00 | 14:00 | 15:00 |
| ----------- | ----- | ----- | ----- | ----- | ----- | ----- | ----- | ----- | ----- | ---- | ---- | ---- | ---- | ---- | ---- | ---- | ---- | ---- | ---- | ----- | ----- | ----- | ----- | ----- | ----- |
| Schlosswall | 20    | 20    | 21    | 21    | 21    | 21    | 21    | 21    | 21    | 22   | 25   | 25   | 26   | 26   | 27   | 29   | 31   | 33   | 34   | 34    | 34    | 33    | 33    | 33    | 33    |

|             | 15:00 | 16:00 | 17:00 | 18:00 | 19:00 | 20:00 | 21:00 | 22:00 | 23:00 | 0:00 | 1:00 | 2:00 | 3:00 | 4:00 | 5:00 | 6:00 | 7:00 | 8:00 | 9:00 | 10:00 | 11:00 | 12:00 | 13:00 | 14:00 | 15:00 |
| ----------- | ----- | ----- | ----- | ----- | ----- | ----- | ----- | ----- | ----- | ---- | ---- | ---- | ---- | ---- | ---- | ---- | ---- | ---- | ---- | ----- | ----- | ----- | ----- | ----- | ----- |
| Schlosswall | 27    | 27    | 28    | 28    | 29    | 31    | 32    | 33    | 35    | 36   | 43   | 47   | 50   | 51   | 51   | 51   | 50   | 48   | 48   | 48    | 49    | 49    | 49    | 49    | 49    |